# Francisco Perlo
Francisco Alfonso Perlo Marín (nacido el 16 de mayo de 1987) es un técnico de fútbol venezolano. Actualmente dirige al CD Árabe Unido de la Primera División de Panamá

## Carrera
Nacido en Valencia, Carabobo, Perlo se desempeñó notablemente en las categorías juveniles de Caracas y Carabobo antes de mudarse a Panamá en diciembre de 2015, luego de ser nombrado técnico de Costa del Este. Dejó el club en 2017 y posteriormente se hizo cargo de Leones de América.
El 4 de diciembre de 2018, luego de un período como segundo entrenador de Donaldo González, Perlo fue designado al frente de Independiente de La Chorrera. Salió campeón de los Torneo Clausura 2019 y Torneo Clausura 2020. El 9 de diciembre de 2021 se despidió del club después de 4 años.
El 17 de diciembre de 2021, Perlo regresó a su país de origen y fue anunciado como entrenador de la Academia Puerto Cabello de Primera División. Dejó el club de mutuo acuerdo el 13 de abril de 2022.
El 18 de abril de 2022 fue anunciado como nuevo entrenador del Zulia FC. El 13 de agosto de 2022, Perlo renunció al Zulia para regresar a Panamá.
El 13 de agosto de 2022 fue anunciado como nuevo entrenador del Tauro FC. El 24 de abril de 2023 fue despedido del club por una mala racha.
El 15 de mayo de 2023 fue anunciado como nuevo entrenador del Umecit FC.
 el 12 de septiembre de 2023 fue anunciado su despido del Umecit FC.
El 26 de marzo de 2024 fue anunciado como nuevo entrenador del CD Árabe Unido.

## Clubes

### Como Asistente Técnico
| Club       | País      | Año  |
| ---------- | --------- | ---- |
| SC Guaraní | Venezuela | 2014 |

### Como Segundo Entrenador
| Club              | País   | Año  | S. Entrenador de |
| ----------------- | ------ | ---- | ---------------- |
| Costa del Este FC | Panamá | 2015 | Edwin Oropeza    |
| CA Independiente  | Panamá | 2018 | Donaldo González |

### Como entrenador
| Club                    | País      | Año           |
| ----------------------- | --------- | ------------- |
| Caracas FC U20          | Venezuela | 2010 - 2011   |
| Carabobo FC U20         | Venezuela | 2015          |
| Costa del Este FC       | Panamá    | 2016 - 2017   |
| Leones de América       | Panamá    | 2017 - 2018   |
| CA Independiente        | Panamá    | 2019 - 2021   |
| Academia Puerto Cabello | Venezuela | 2021-2022     |
| Zulia FC                | Venezuela | 2022          |
| Tauro FC                | Panamá    | 2022-2023     |
| UMECIT FC               | Panamá    | 2023          |
| CD Árabe Unido          | Panamá    | 2024-presente |

## Palmarés

### Campeonatos Nacionales
| Título           | Club              | País   | Año    |
| ---------------- | ----------------- | ------ | ------ |
| Liga de Ascenso  | Costa del Este FC | Panamá | 2016-A |
| Primera División | CA Independiente  | Panamá | 2019-C |
| Primera División | CA Independiente  | Panamá | 2020-C |

## enlaces externos
- Ficha oficial de Francisco Perlo en Transfermarkt
- Ficha oficial de Francisco Perlo en Soccerway
- Ficha oficial de Francisco Perlo en CeroaCero
- Ficha oficial de Francisco Perlo en Footballdatabase

- Datos: Q60834571